# Anstalten Rosersberg
Anstalten Rosersberg, tidigare Anstalten Storboda, är en sluten anstalt i säkerhetsklass 2 med cirka 120 platser. I samma byggnad finns även ett häkte/förvar med cirka 40 platser för intagna som väntar på utvisning på uppdrag av Migrationsverket. Fängelset ligger i Rosersberg i Sigtuna kommun.
Vid anstalten bedrivs verksamhet för intagna som vanligtvis är dömda till längre fängelsepåföljd än två år. Anstalten öppnades 1988 men har byggts ut kontinuerligt, bland annat under 1990-talet med tillfälliga modulhus som senare blivit permanenta.
Fängelset har tidigare varit disciplinavdelning inom Kriminalvården där misskötsamma intagna placerats. Dock har platssituationen krävt att man normaliserat förhållandena på anstalten som numera även har en produktionsanläggning för att underlätta den lagstadgade sysselsättningsplikten.
Anstalten bytte namn från Storboda till Rosersberg den 1 mars 2024.

## Anstaltsplatser för barn och ungdomar
I september 2023 fick Kriminalvården i uppdrag av regeringen att förbereda inrättandet av särskilda enheter för unga i åldern 15–17 år. I januari 2025 fattade Kriminalvården ett inriktningsbeslut om vilka anstalter skulle kunna bli aktuella för framtida barn- och ungdomsavdelningar, där anstalten Rosersberg nämndes som en av åtta planerade platser.